# 乌尔其汉镇
乌尔其汉镇，是中华人民共和国内蒙古自治区呼伦贝尔市牙克石市下辖的一个乡镇级行政单位。

## 行政区划
乌尔其汉镇下辖以下地区：
乌强社区、乌林社区、乌政社区、煤安社区、煤祥社区和西五旗村。